# Distretto di Soplin
Il distretto di Soplin è uno degli undici distretti della provincia di Requena, in Perù. Si trova nella regione di Loreto e si estende su una superficie di 4.711,38 chilometri quadrati.
Istituito il 20 luglio 1946, ha per capitale la città di Nueva Alejandría.